# Квасівський замок
Ква́сівський за́мок — феодальний замок XII—XIII ст. Побудований у романському стилі, стояв на торговельному шляху з Мармароша в Задунав'я, та контролював сухопутний соляний шлях і вихід із Боржавської долини. Розташований в селі Квасово Берегівського району Закарпатської області, на скелі, висота якої з боку річки Боржави сягає 15 м. З заходу обмежений глибоким ровом. Пам'ятка містобудування та архітектури України національного значення (№ 1113), він також є раннім зразком кам'яного середньовічного оборонного мистецтва Європи. 

## Історія замку
8 травня 1390 р. угорський король Сигізмунд дарує замок Яношу Нодьмігалі, після смерті якого замок за рішенням суду відійшов спочатку до роду Якчі, а поті до роду Баторі. 
В 1540 р. Єлизавета Екчі продає замок Павлу та Льордю Мотузнаї, який вони продають хустському каштеляну Кріштофу Каваші. Повернули родовий замок у 1546 році. Наприкінці 1550-х років солдати замку почали грабувати довколишні села. 
Угорський дворянський сейм у Пожоні 1563 р. постановив дослідити доцільність утримання замку, якщо буде доведено значимість - тоді навести лад у гарнізоні, якщо ні - то зруйнувати замок.  У 1564 році війська Лазара Швенді зруйнували замок.  
У 1600 р. селом і руїнами замку володіли Гедеон і Жигмонд Мотузнаї. Після їхньої смерті князь Габор Бетлен в 1623 р. передав село із замком Петеру Редеї, а в 1627 р. господарем руїн став Давид Шикован-Біловарі. 
Опис Бейла Лукача у 1889 р: Перший поверх зберігся повністю, у вікнах металеві ґрати, дах вкритий ґонтом, був і колодязь з висіченою датою «1794».

## Будова
Площа замку 450 кв.м.
Стіни складені з неотесаного каменю з вкрапленнями цегли. Споруда дійшла до наших днів у руїнах. 
Замок - це невелике трикутне в плані укріплення — замковий двір, огороджений з усіх боків кам'яними стінами (сягали 6-метрової висоти та мали товщину до 1,3 м), з круглою вежею (діаметром 9 м, товщина стін до 2 м) у південному куті. Довкола був рів - глибиною 4 мУ східному куті замку був глибокий колодязь, пробитий у скелі. У центральній частині крім криниці виявлено  - боковий хід до замку. За припущенням дослідників, найдавнішою частиною комплексу був донжон, до якого спочатку, можливо, примикали дерев'яні стіни, які огороджували замковий двір.

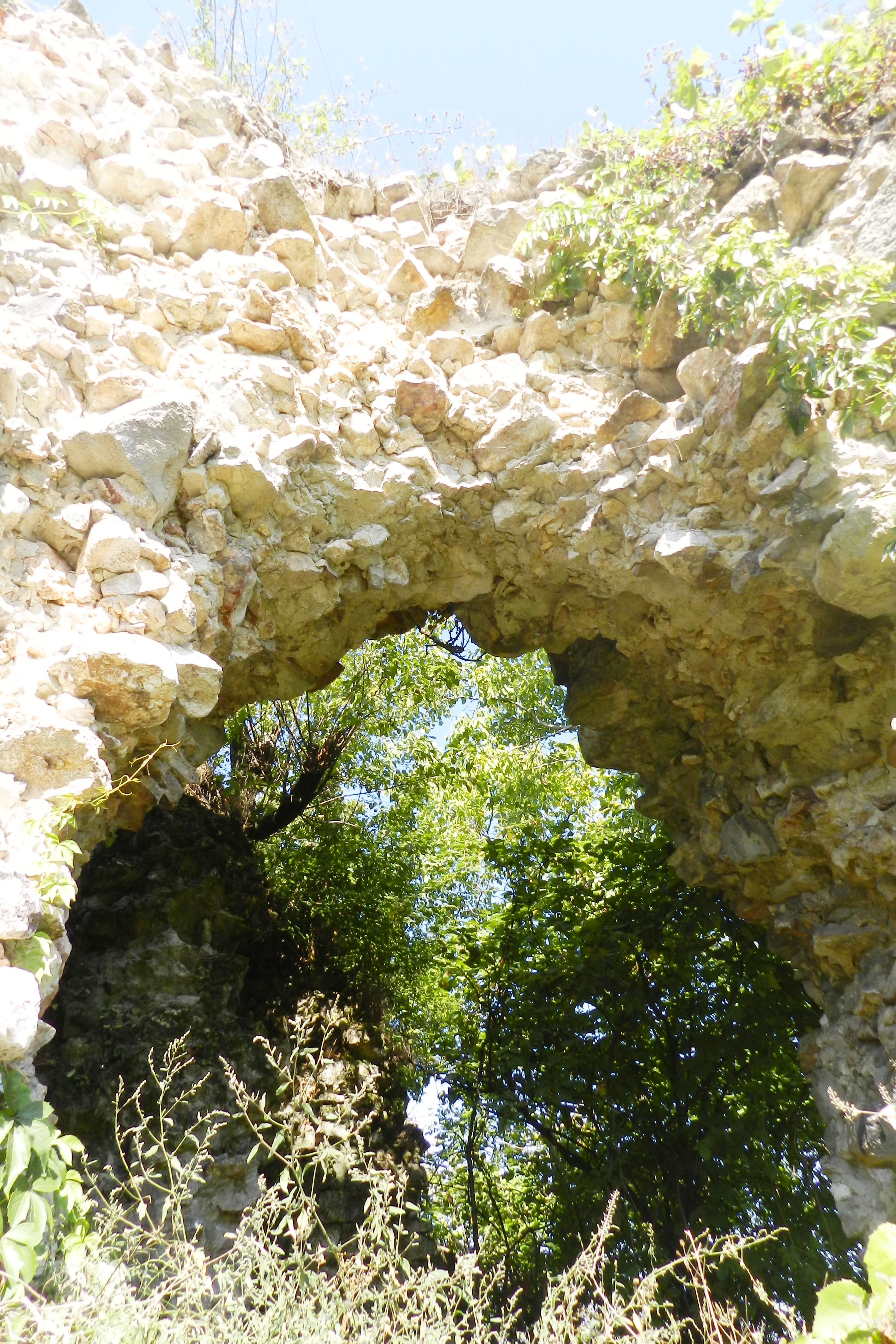
Фрагмент руїн Квасівського замку